# Gare d’Abancourt
Gare d’Abancourt vasútállomás Franciaországban, Abancourt településen.

## Vasútvonalak
Az állomást az alábbi vasútvonalak érintik:
- Amiens–Rouen-vasútvonal
- Épinay-Villetaneuse–Le Tréport-Mers-vasútvonal

## Kapcsolódó állomások
A vasútállomáshoz az alábbi állomások vannak a legközelebb:
- Gare de Fouilloy
- Gare d’Aumale
- Gare de Feuquières - Broquiers
- Gare de Formerie
- Gare du Tréport - Mers
- Gare de Poix-de-Picardie
- Gare de Rouen-Rive-Droite